# Campionats del món de ciclocròs de 2006
Els Campionats del món de ciclocròs de 2006 foren la 57a edició dels mundials de la modalitat de ciclocròs i es disputaren el 28 i 29 de gener de 2006 a Zeddam, Montferland, Gelderland, Països Baixos. Foren quatre les proves disputades.

## Resultats

### Homes
| Proves  | Or              | Plata          | Bronze         |
| Elit    | Erwin Vervecken | Bart Wellens   | Francis Mourey |
| Sub-23  | Zdeněk Štybar   | Lars Boom      | Niels Albert   |
| Júniors | Boy van Poppel  | Róbert Gavenda | Tom Meeusen    |

### Dones
| Prova | Or           | Plata             | Bronze               |
| Elit  | Marianne Vos | Hanka Kupfernagel | Daphny van den Brand |

## Classificacions

### Cursa masculina
| Pos. | Ciclista         | País          | Temps   |
| ---- | ---------------- | ------------- | ------- |
|      | Erwin Vervecken  | Bèlgica       | 1.05.40 |
|      | Bart Wellens     | Bèlgica       | + 0.02  |
|      | Francis Mourey   | França        | + 0.02  |
| 4.   | Steve Chainel    | França        | + 0.12  |
| 5.   | Tom Vannoppen    | Bèlgica       | + 0.15  |
| 6.   | Kamil Ausbuher   | Txèquia       | + 0.19  |
| 7.   | Enrico Franzoi   | Itàlia        | + 0.32  |
| 8.   | Gerben de Knegt  | Països Baixos | + 0.46  |
| 9.   | Vladimír Kyzivát | Txèquia       | + 0.49  |
| 10.  | Jonathan Page    | Estats Units  | + 0.50  |

### Cursa femenina
| Pos. | Ciclista             | País          | Temps  |
| ---- | -------------------- | ------------- | ------ |
|      | Marianne Vos         | Països Baixos | 39.14  |
|      | Hanka Kupfernagel    | Alemanya      | m.t.   |
|      | Daphny van den Brand | Països Baixos | + 0.52 |
| 4.   | Mirjam Melchers      | Països Baixos | + 1.16 |
| 5.   | Helen Wyman          | Regne Unit    | + 2.22 |
| 6.   | Maryline Salvetat    | França        | + 2.26 |
| 7.   | Nadia Triquet-Claude | França        | + 2.29 |
| 8.   | Birgit Hollmann      | Alemanya      | + 2.30 |
| 9.   | Ann Knapp            | Estats Units  | + 2.31 |
| 10.  | Lyne Bessette        | Canadà        | + 2.40 |

### Cursa masculina sub-23
| Pos. | Ciclista              | País          | Temps  |
| ---- | --------------------- | ------------- | ------ |
|      | Zdeněk Štybar         | Txèquia       | 51.01  |
|      | Lars Boom             | Països Baixos | + 0.02 |
|      | Niels Albert          | Bèlgica       | + 0.02 |
| 4.   | Marco Aurelio Fontana | Itàlia        | + 1.03 |
| 5.   | Lukas Flückiger       | Suïssa        | + 1.08 |
| 6.   | Sebastian Langeveld   | Països Baixos | + 1.25 |
| 7.   | Romain Villa          | França        | + 1.31 |
| 8.   | Jempy Drucker         | Luxemburg     | + 1.32 |
| 9.   | Dieter Vanthourenhout | Bèlgica       | + 1.37 |
| 10.  | Paul Voss             | Alemanya      | + 1.38 |

### Cursa masculina júnior
| Pos. | Ciclista              | País          | Temps  |
| ---- | --------------------- | ------------- | ------ |
|      | Boy van Poppel        | Països Baixos | 38.03  |
|      | Róbert Gavenda        | Eslovàquia    | + 0.03 |
|      | Tom Meeusen           | Bèlgica       | + 0.09 |
| 4.   | Yannick Martinez      | França        | + 0.14 |
| 5.   | Sascha Weber          | Alemanya      | + 0.20 |
| 6.   | David Menger          | Txèquia       | + 0.20 |
| 7.   | Bjørn Selander        | Estats Units  | + 0.20 |
| 8.   | Mathias Flückiger     | Suïssa        | + 0.37 |
| 9.   | Johim Ariesen         | Països Baixos | + 0.38 |
| 10.  | Sylwester Janiszewski | Polònia       | + 0.38 |

## Medaller
| Pos. | País          | Or | Plata | Bronze | Total |
| 1    | Països Baixos | 2  | 1     | 1      | 4     |
| 2    | Bèlgica       | 1  | 1     | 2      | 4     |
| 3    | Txèquia       | 1  | 0     | 0      | 1     |
| 4    | Eslovàquia    | 0  | 1     | 0      | 1     |
| 4    | Alemanya      | 0  | 1     | 0      | 1     |
| 6    | França        | 0  | 0     | 1      | 1     |